# Doronicum pardalianches
Il doronico medicinale (nome scientifico Doronicum pardalianches L., 1753) è una specie di pianta angiosperma dicotiledone della famiglia delle Asteraceae.

## Etimologia
Il nome generico (Doronicum) potrebbe derivare da un termine dell'Arabia: Doronigi o Doronidge. L'epiteto specifico (pardalianches) significa “strangola-pantere” ed è di derivazione greca, ma in realtà non è una pianta velenosa.
Il binomio scientifico attualmente accettato (Doronicum pardalianches) è stato proposto da Carl von Linné nella pubblicazione ”Species Plantarum” del 1753.

## Descrizione

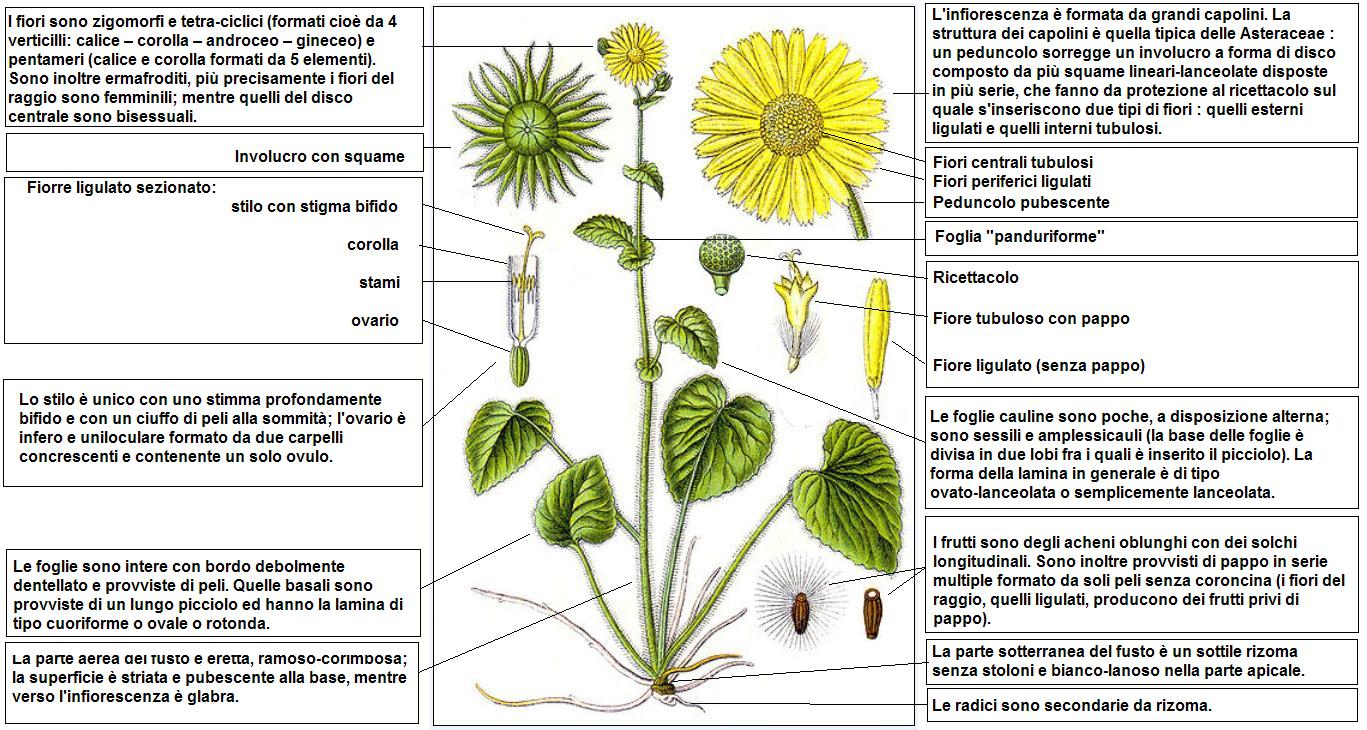
Descrizione delle parti della pianta

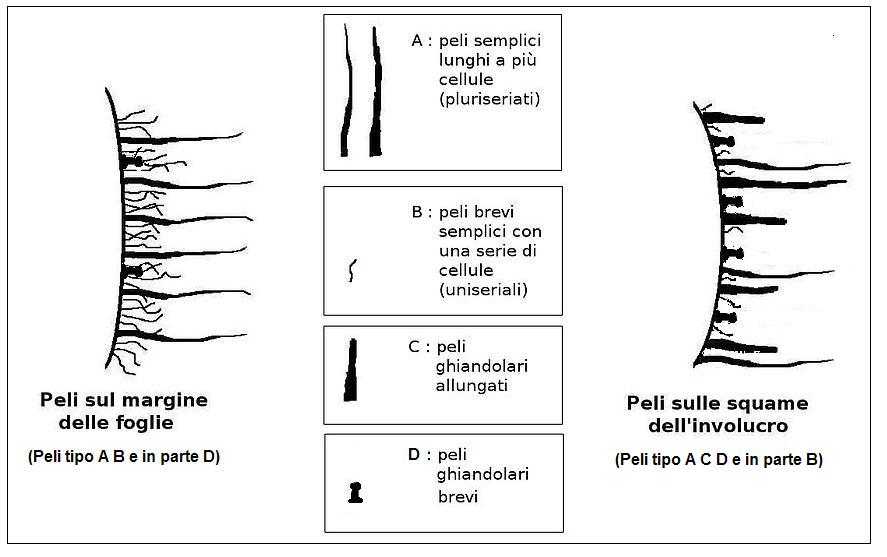
Tipologia di peli sulle foglie e sull'involucro

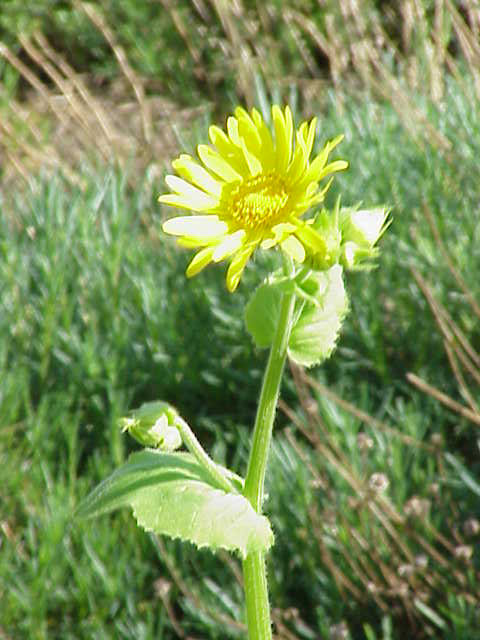
Il portamento

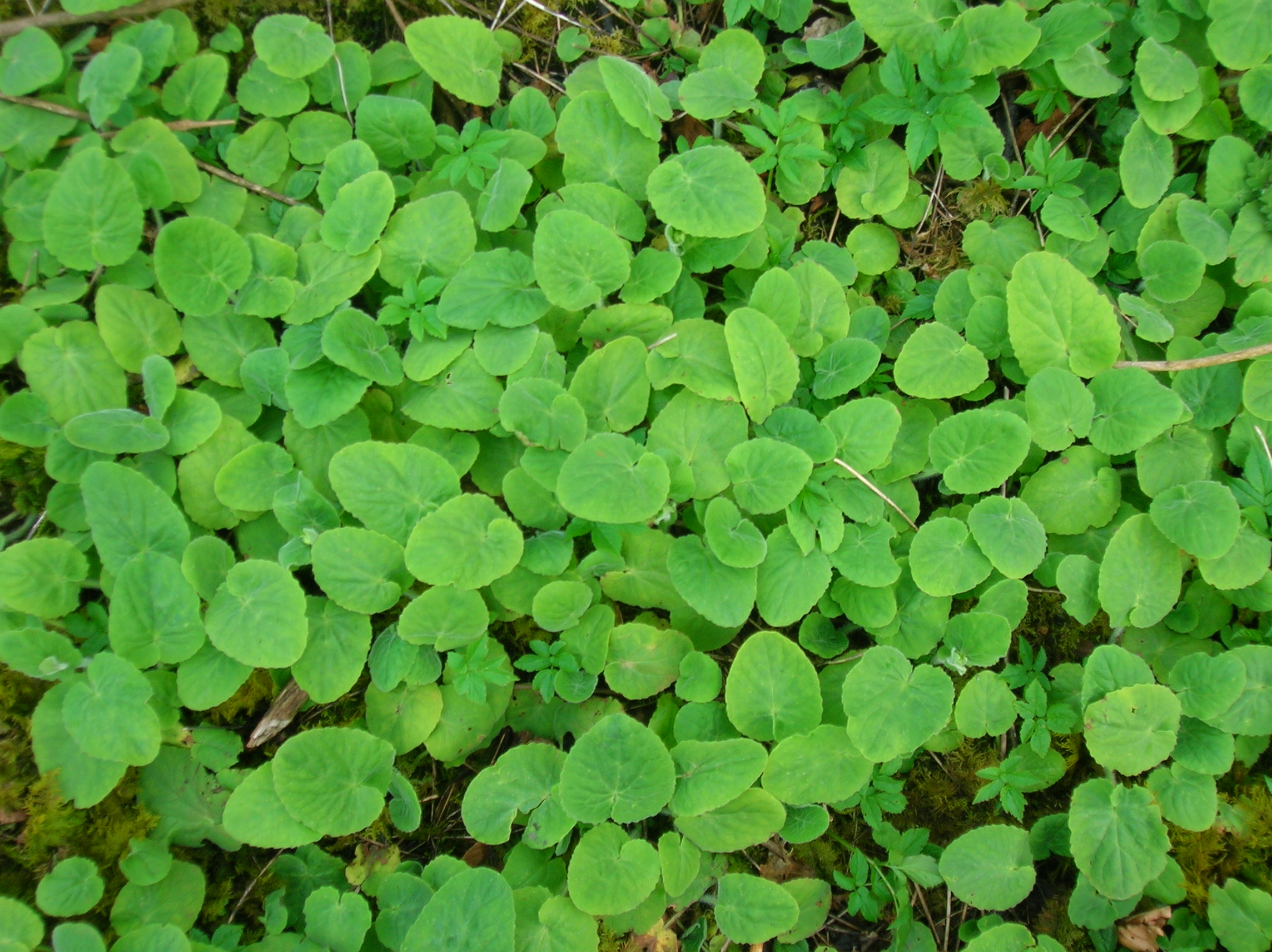
Le foglie basali

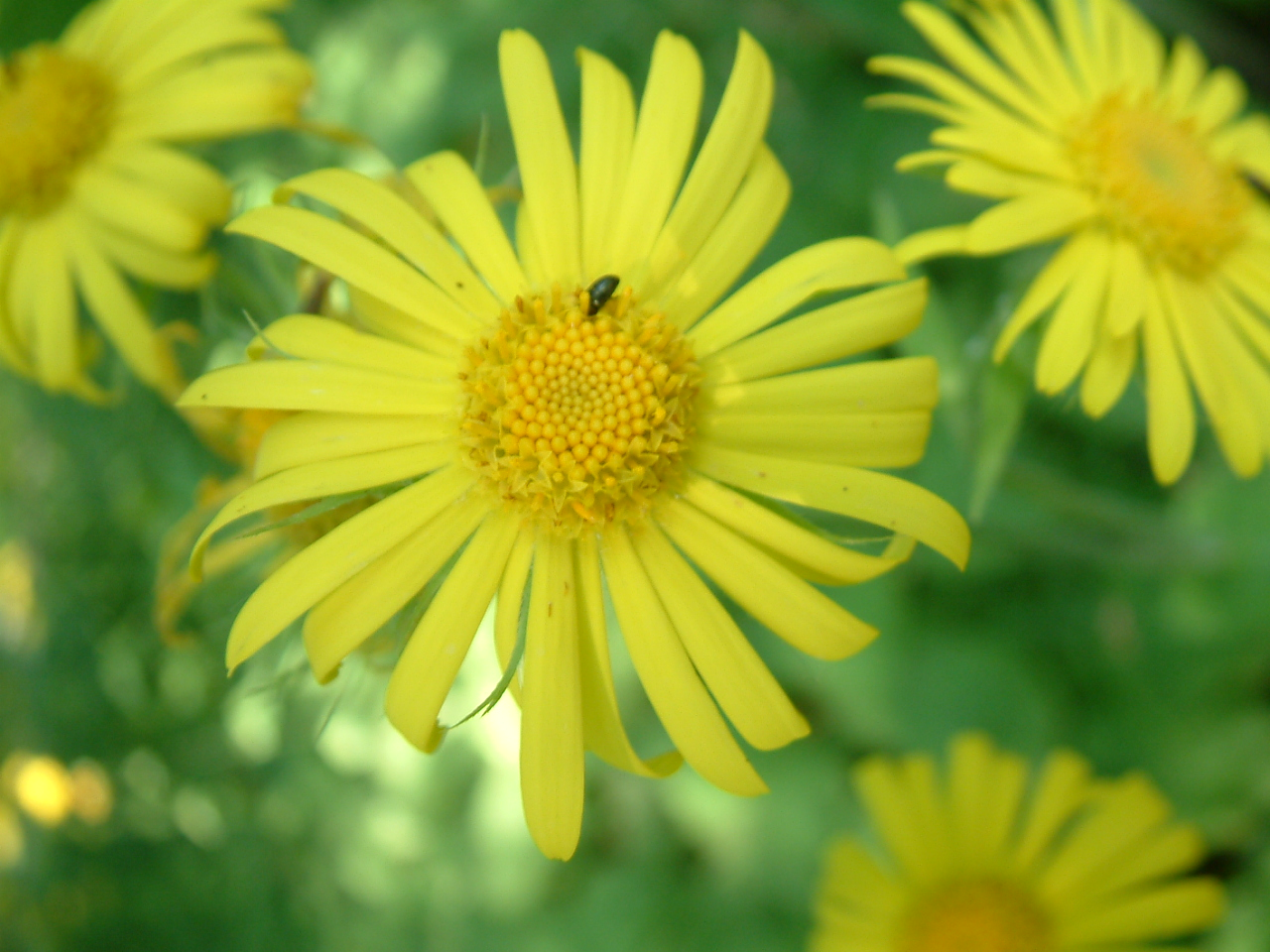
Il capolino

Habitus. Le piante di questa specie sono erbacee perenni provviste, soprattutto nelle parti alte e sul bordo delle foglie, di peli pluricellulari semplici ma ghiandolari. La determinazione esatta della forma e lunghezza dei peli è molto importante per definire la specie nell'ambito del genere. Purtroppo alcuni peli sono distinguibili solamente con un buon microscopio a 20-50 ingrandimenti. La tavola a fianco indica il tipo di peli presenti sul bordo delle foglie e sulla superficie delle brattee dell'involucro del doronico medicinale.  L'altezza di queste piante varia da 3 a 7 dm (minimo 3 cm, massimo 90 cm). La forma biologica è geofita rizomatosa (G rhiz), ossia sono piante che portano le gemme in posizione sotterranea. Durante la stagione avversa non presentano organi aerei e le gemme si trovano in organi sotterranei chiamati rizomi, dei fusti sotterranei dai quali, ogni anno, si dipartono radici e fusti aerei.
Radici. Le radici sono secondarie da rizoma.
Fusto. 
- Parte ipogea: la parte sotterranea è un sottile rizoma (ma non tuberoso)[3] senza stoloni e bianco-lanoso nella parte apicale.
- Parte epigea: la parte aerea del fusto è eretta, ramoso-corimbosa; la superficie è striata e pubescente alla base, mentre verso l'infiorescenza è glabra.

Foglie. Le foglie hanno una lamina intera con bordo debolmente dentellato (o anche intero) e provviste di peli (vedere tabella con disegno dei peli). Si distinguono due tipi di foglie:
- foglie basali: generalmente è presente una rosetta basale con foglie provviste di un lungo picciolo e con lamina di tipo cuoriforme o ovale o rotonda (lunghezza del picciolo: 1 - 3 dm; diametro delle foglie: 7 – 15 cm);
- foglie cauline: le foglie cauline sono poche (da 3 a 7), a disposizione alterna; sono sessili (quelle superiori) e amplessicauli (la base delle foglie è divisa in due lobi fra i quali è inserito il picciolo); la forma della lamina in generale è di tipo ovato-lanceolata o semplicemente lanceolata; quelle inferiori hanno la tendenza ad assumere una forma “panduriforme”; le dimensioni delle foglie si accorciano verso l'infiorescenza.

La forma delle foglie “panduriformi” è molto particolare: nella parte basale della foglia sono presenti delle profonde insenature laterali che bruscamente raggiungono la rachide e quindi il picciolo che in questo caso è alato. La lamina a volte è asimmetrica: da un lato è completa mentre dall'altro già a metà lunghezza si restringe fino alla nervatura centrale.
Infiorescenza. L'infiorescenza è formata da grandi capolini in formazioni corimbose (con 2 – 5 capolini, raramente uno solo; massimo 12) color giallo-oro che normalmente sovrastano l'apparato fogliare. La struttura dei capolini è quella tipica delle Asteraceae: un peduncolo sorregge un involucro a forma di disco composto da più brattee lineari-lanceolate disposte in più serie (2-3) spiralate, che fanno da protezione al ricettacolo basale (che in questo caso è nudo – senza pagliette) sul quale s'inseriscono due tipi di fiori: quelli esterni ligulati (di colore giallo chiaro) e quelli interni tubulosi (di colore giallo accentuato). I peduncoli sono cosparsi da fitti peli ghiandolari. Lunghezza dei peduncoli: 12 – 85 mm. La lunghezza delle squame è di 11 – 14 mm. Diametro dei capolini: 3 – 6 cm.
Fiori. I fiori sono tetra-ciclici (formati cioè da 4 verticilli: calice – corolla – androceo – gineceo) e pentameri (calice e corolla formati da 5 elementi). Sono inoltre ermafroditi, più precisamente i fiori del raggio (quelli ligulati e zigomorfi) sono femminili; mentre quelli del disco centrale (tubulosi e actinomorfi) sono bisessuali.
- Formula fiorale:

*/x K {\displaystyle \infty }, [C (5), A (5)], G 2 (infero), achenio
- Calice: i sepali del calice sono ridotti ad una coroncina di squame; nella fruttificazione sono persistenti.
- Corolla: la parte inferiore dei petali è saldata insieme e forma un tubo. In particolare quelli del disco centrale (tubulosi) terminano con delle fauci dilatate e a raggiera con cinque lobi; i lobi sono 5 volte più lunghi che larghi. Nei fiori periferici (ligulati) il tubo si trasforma in un prolungamento nastriforme terminante più o meno con cinque dentelli. Lunghezza dei fiori ligulati: 16 – 24 mm.
- Androceo: gli stami sono 5 con dei filamenti liberi; le antere invece sono saldate fra di loro e formano un manicotto che circonda lo stilo (sono inoltre prive di appendici filiformi). La forma delle antere è arrotondata o appena sagittata. Il polline è tricolporato (tipo "helianthoid").[13]
- Gineceo: lo stilo è unico con uno stimma profondamente bifido e con un ciuffo di peli alla sommità; l'ovario è infero e uniloculare formato da due carpelli concrescenti e contenente un solo ovulo.
- Antesi: da (maggio) giugno a luglio.

Frutti. I frutti sono degli acheni con pappo. Gli acheni hanno delle forme oblunghe con dei solchi o nervi longitudinali (da 5 a 10). Sono inoltre provvisti di pappo persistente i cui peli (da 40 a 50) sono disposti in serie multiple. Il pappo è formato da soli peli senza coroncina se il frutto è generato dai fiori centrali (tubulosi), altrimenti sono senza (o quasi) pappo se il frutto è generato dai fiori periferici.

## Biologia
- Impollinazione: l'impollinazione avviene tramite insetti (impollinazione entomogama tramite farfalle diurne e notturne).
- Riproduzione: la fecondazione avviene fondamentalmente tramite l'impollinazione dei fiori (vedi sopra).
- Dispersione: i semi (gli acheni) cadendo a terra sono successivamente dispersi soprattutto da insetti tipo formiche (disseminazione mirmecoria). In questo tipo di piante avviene anche un altro tipo di dispersione: zoocoria. Infatti gli uncini delle brattee dell'involucro (se presenti) si agganciano ai peli degli animali di passaggio disperdendo così anche su lunghe distanze i semi della pianta. Inoltre per merito del pappo il vento può trasportare i semi anche a distanza di alcuni chilometri (disseminazione anemocora).

## Distribuzione e habitat

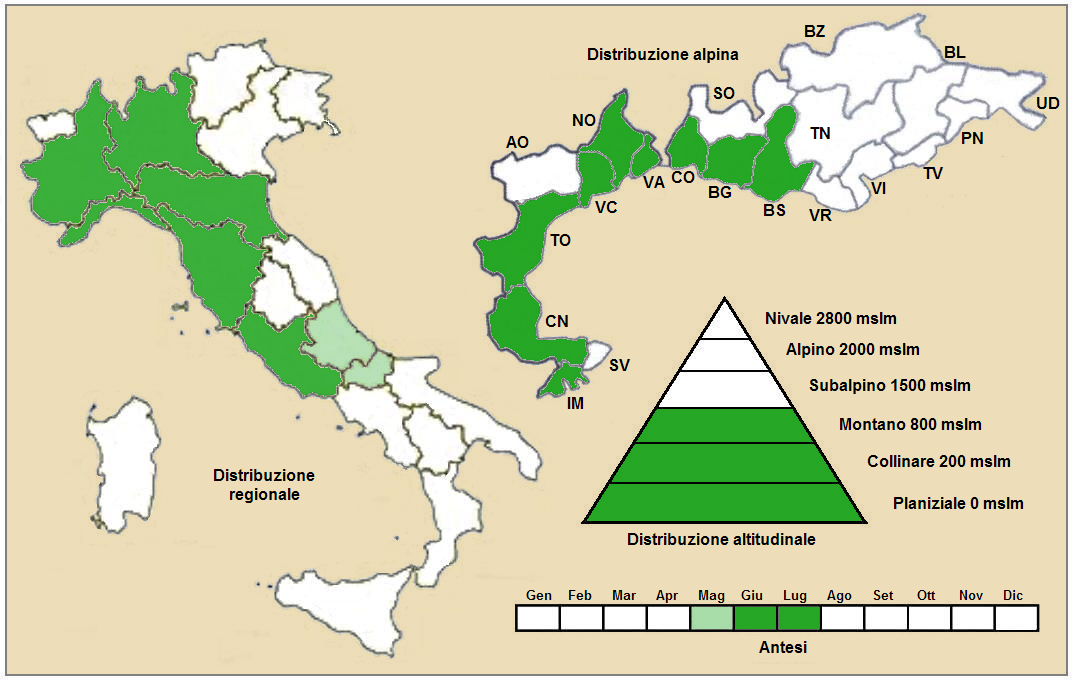
Distribuzione della pianta
(Distribuzione regionale – Distribuzione alpina)

Geoelemento: il tipo corologico (area di origine) è  Ovest-Europeo (Subatlantico).
Distribuzione: in Italia il doronico medicinale è presente soprattutto nella parte nord-occidentale. Fuori dall'Italia, sempre nelle Alpi, è presente in Francia (dipartimenti di Alpes-de-Haute-Provence, Hautes-Alpes, Alpes-Maritimes, Drôme, Isère, Savoia e Alta Savoia) e in Svizzera (cantoni Vallese, Ticino e Grigioni). Sugli altri rilievi europei è presente nella Foresta Nera, Vosgi, Massiccio del Giura, Massiccio Centrale e Pirenei.
Habitat: l'habitat tipico per queste piante sono le forre e i boschi (faggete, abetine, aceri, carpineti, leccete, betuleti e castagneti). Il substrato preferito è sia calcareo che siliceo con pH neutro, alti valori nutrizionali del terreno che deve essere mediamente umido.
Distribuzione altitudinale: sui rilievi queste piante si possono trovare fino a 1.400 m s.l.m.; frequentano quindi i seguenti piani vegetazionali: montano e collinare (oltre a quello planiziale – a livello del mare).

### Fitosociologia
Dal punto di vista fitosociologico alpino Doronicum pardalianches appartiene alla seguente comunità vegetale:
Formazione: delle comunità forestali
Classe: Carpino-Fagetea
Ordine: Fagetalia sylvaticae

## Tassonomia
La famiglia di appartenenza di questa voce (Asteraceae o Compositae, nomen conservandum) probabilmente originaria del Sud America, è la più numerosa del mondo vegetale, comprende oltre 23.000 specie distribuite su 1.535 generi, oppure 22.750 specie e 1.530 generi secondo altre fonti (una delle checklist più aggiornata elenca fino a 1.679 generi). La famiglia attualmente (2021) è divisa in 16 sottofamiglie.

### Filogenesi
Il genere Doronicum non è molto numeroso, comprende 29 specie, distribuite quasi unicamente nell'emisfero boreale (Vecchio Mondo), delle quali 8 sono proprie della flora italiana. Il genere appartiene alla sottofamiglia delle Asteroideae e, da un punto di vista filogenetico, si trova in posizione "basale" rispetto all'intera sottofamiglia.
All'interno del genere, D. pardalianches appartiene alla sezione Eudoronicum caratterizzata dall'avere i frutti acheni esterni calvi (senza pappo) e le foglie radicali dentellate e radici non tuberose.
Ulteriori caratteri distintivi per questa specie sono:
- i rizomi all'apice sono bianco-lanosi;
- le foglie basali hanno una lamina a forma ovale e rotonda o cordata;
- le foglie mediane sono progressivamente ristrette nel picciolo.

Il numero cromosomico di D. pardalianches è: 2n = 60.

### Sinonimi
La specie di questa voce, in altri testi, può essere chiamato con nomi diversi. L'elenco che segue indica alcuni tra i sinonimi più frequenti:
- Doronicum cordatum Lamarck (1779)
- Doronicum cordifolium Stokes (1812)
- Doronicum latifolium Bubani (1899)
- Doronicum matthioli Tausch
- Doronicum procurrens Dumort. (1829)
- Doronicum scorpioides Lapeyr. ex Willk. & Lange
- Doronicum toxicarium Salisb. (1796)
- Arnica scorpioides L. 

### Specie simili
Negli areali di contatto (Centro Italia) il doronico medicinale con un solo capolino è difficilmente distinguibile dalla specie Doronicum orientale Hoffm. monocefala (una certa differenza si ha nella forma delle brattee dell'involucro: nel doronico medicinale le squame sono larghe fin verso l'apice). È da notare comunque che l'antesi delle due specie non dovrebbero avere periodi di sovrapposizione (“orientale” = marzo-maggio; “medicinale” = giugno-luglio). In generale tutti i “doronici” montani sono di difficile determinazione; questo vale per le seguenti specie: Doronicum columnae, Doronicum grandiflorum, Doronicum glaciale e Doronicum clusii (per le varie differenze morfologiche consultare le rispettive voci).

## Usi

### Farmacia
Secondo la medicina popolare la radice di questa pianta ha delle proprietà cardiotoniche e nervine (contro la depressione nervosa).